# بختیار حمیدالله‌یف
بختیار حمیدالله‌یف (انگلیسی: Bakhtiyor Hamidullaev؛ زادهٔ ۷ مارس ۱۹۷۸) بازیکن سابق و مربی فوتبال اهل ازبکستان است.
از باشگاه‌هایی که در آن بازی کرده است می‌توان به باشگاه فوتبال نفتچی فرغانه، باشگاه فوتبال اندیجان، باشگاه فوتبال آلمالیق، و باشگاه فوتبال پخته‌کار تاشکند اشاره کرد.
وی همچنین در تیم ملی فوتبال ازبکستان بازی کرده است.